# Список астероїдів (6801—6900)
| Назва                                 | Тимчасове позначення | Дата відкриття    | Місце відкриття                      | Відкривач                                              |
| ------------------------------------- | -------------------- | ----------------- | ------------------------------------ | ------------------------------------------------------ |
| 6801 Стршеков (Strekov)               | 1995 UM1             | 22 жовтня 1995    | Обсерваторія Клеть                   | Зденек Моравец                                         |
| 6802 Черновиці (Cernovice)            | 1995 UQ2             | 24 жовтня 1995    | Обсерваторія Клеть                   | Мілош Тіхі                                             |
| (6803) 1995 UK7                       | 1995 UK7             | 27 жовтня 1995    | Обсерваторія Кушіро                  | Сейджі Уеда, Хіроші Канеда                             |
| 6804 Марусеппу (Maruseppu)            | 1995 WV              | 16 листопада 1995 | Обсерваторія Кума Коґен              | Акімаса Накамура                                       |
| 6805 Абстракта (Abstracta)            | 4600 P-L             | 24 вересня 1960   | Паломарська обсерваторія             | К. Й. ван Гаутен, І. ван Гаутен-Ґроневельд, Т. Герельс |
| 6806 Кауфман (Kaufmann)               | 6048 P-L             | 24 вересня 1960   | Паломарська обсерваторія             | К. Й. ван Гаутен, І. ван Гаутен-Ґроневельд, Т. Герельс |
| 6807 Брюннов (Brunnow)                | 6568 P-L             | 24 вересня 1960   | Паломарська обсерваторія             | К. Й. ван Гаутен, І. ван Гаутен-Ґроневельд, Т. Герельс |
| 6808 Плантен (Plantin)                | 1932 CP              | 5 лютого 1932     | Обсерваторія Гейдельберг-Кеніґштуль  | К. В. Райнмут                                          |
| 6809 Сакума (Sakuma)                  | 1938 DM1             | 20 лютого 1938    | Обсерваторія Гейдельберг-Кеніґштуль  | К. В. Райнмут                                          |
| 6810 Хуанкларія (Juanclaria)          | 1969 GC              | 9 квітня 1969     | Астрономічний комплекс Ель-Леонсіто  | Обсерваторія Фелікса Аґілара                           |
| 6811 Кащеєв (Kashcheev)               | 1976 QP              | 26 серпня 1976    | КрАО                                 | Черних Микола Степанович                               |
| (6812) 1978 VJ8                       | 1978 VJ8             | 7 листопада 1978  | Паломарська обсерваторія             | Е. Гелін, Ш. Дж. Бас                                   |
| (6813) 1978 VV9                       | 1978 VV9             | 7 листопада 1978  | Паломарська обсерваторія             | Е. Гелін, Ш. Дж. Бас                                   |
| 6814 Стеффл (Steffl)                  | 1979 MC2             | 25 червня 1979    | Обсерваторія Сайдинг-Спрінг          | Е. Гелін, Ш. Дж. Бас                                   |
| 6815 Мучер (Mutchler)                 | 1979 MM5             | 25 червня 1979    | Обсерваторія Сайдинг-Спрінг          | Е. Гелін, Ш. Дж. Бас                                   |
| 6816 Барбкоен (Barbcohen)             | 1981 EB28            | 2 березня 1981    | Обсерваторія Сайдинг-Спрінг          | Ш. Дж. Бас                                             |
| 6817 Пешт (Pest)                      | 1982 BP2             | 20 січня 1982     | Обсерваторія Клеть                   | Антонін Мркос                                          |
| 6818 Сессю (Sessyu)                   | 1983 EM1             | 11 березня 1983   | Обсерваторія Кісо                    | Хірокі Косаї, Кіїтіро Фурукава                         |
| 6819 Макгарві (McGarvey)              | 1983 LL              | 14 червня 1983    | Паломарська обсерваторія             | Сюзан Смрекар                                          |
| 6820 Буйл (Buil)                      | 1985 XS              | 13 грудня 1985    | Коссоль                              | CERGA                                                  |
| 6821 Раневська (Ranevskaya)           | 1986 SZ1             | 29 вересня 1986   | КрАО                                 | Карачкіна Людмила Георгіївна                           |
| (6822) 1986 UO                        | 1986 UO              | 28 жовтня 1986    | Обсерваторія Клеть                   | Зденька Ваврова                                        |
| (6823) 1988 ED1                       | 1988 ED1             | 12 березня 1988   | Обсерваторія Йорії                   | Масару Араї, Хіроші Морі                               |
| 6824 Меллорі (Mallory)                | 1988 RE2             | 8 вересня 1988    | Обсерваторія Клеть                   | Антонін Мркос                                          |
| 6825 Ірвайн (Irvine)                  | 1988 TJ2             | 4 жовтня 1988     | Обсерваторія Клеть                   | Антонін Мркос                                          |
| 6826 Лавуазьє (Lavoisier)             | 1989 SD1             | 26 вересня 1989   | Обсерваторія Ла-Сілья                | Ерік Вальтер Ельст                                     |
| 6827 Вомбат (Wombat)                  | 1990 SN4             | 27 вересня 1990   | Обсерваторія Ніхондайра              | Такеші Урата                                           |
| 6828 Елбстеел (Elbsteel)              | 1990 VC1             | 12 листопада 1990 | Обсерваторія Сайдинг-Спрінг          | Данкан Стіл                                            |
| 6829 Шармавідор (Charmawidor)         | 1991 BM1             | 18 січня 1991     | Обсерваторія Верхнього Провансу      | Ерік Вальтер Ельст                                     |
| 6830 Джонбекус (Johnbackus)           | 1991 JB1             | 5 травня 1991     | Обсерваторія Кійосато                | Сатору Отомо, Осаму Мурамацу                           |
| (6831) 1991 UM1                       | 1991 UM1             | 28 жовтня 1991    | Обсерваторія Кушіро                  | Сейджі Уеда, Хіроші Канеда                             |
| 6832 Кавабата (Kawabata)              | 1992 FP              | 23 березня 1992   | Обсерваторія Кітамі                  | Кін Ендате, Кадзуро Ватанабе                           |
| (6833) 1993 FC1                       | 1993 FC1             | 19 березня 1993   | Обсерваторія Хідака                  | Сейдзі Шіраї, Шудзі Хаякава                            |
| 6834 Гюнфелд (Hunfeld)                | 1993 JH              | 11 травня 1993    | Обсерваторія Наті-Кацуура            | Йошісада Шімідзу, Такеші Урата                         |
| 6835 Молфіно (Molfino)                | 1994 HT1             | 30 квітня 1994    | Обсерваторія Санта-Лючія Стронконе   | Обсерваторія Санта-Лючія Стронконе                     |
| 6836 Паранал (Paranal)                | 1994 PW5             | 10 серпня 1994    | Обсерваторія Ла-Сілья                | Ерік Вальтер Ельст                                     |
| 6837 Брессі (Bressi)                  | 1994 XN4             | 8 грудня 1994     | Обсерваторія Кітт-Пік                | Spacewatch                                             |
| 6838 Окуда (Okuda)                    | 1995 UD9             | 30 жовтня 1995    | Обсерваторія Наті-Кацуура            | Йошісада Шімідзу, Такеші Урата                         |
| 6839 Одзенума (Ozenuma)               | 1995 WB2             | 18 листопада 1995 | Обсерваторія Оїдзумі                 | Такао Кобаяші                                          |
| (6840) 1995 WW5                       | 1995 WW5             | 18 листопада 1995 | Обсерваторія Кушіро                  | Сейджі Уеда, Хіроші Канеда                             |
| 6841 Ґоттфрідкірх (Gottfriedkirch)    | 2034 P-L             | 24 вересня 1960   | Паломарська обсерваторія             | К. Й. ван Гаутен, І. ван Гаутен-Ґроневельд, Т. Герельс |
| 6842 Крозіг (Krosigk)                 | 3016 P-L             | 24 вересня 1960   | Паломарська обсерваторія             | К. Й. ван Гаутен, І. ван Гаутен-Ґроневельд, Т. Герельс |
| 6843 Геремон (Heremon)                | 1975 TC6             | 9 жовтня 1975     | Обсерваторія Макдональд              | Дж. Малголланд                                         |
| 6844 Шпак (Shpak)                     | 1975 VR5             | 3 листопада 1975  | КрАО                                 | Смирнова Тамара Михайлівна                             |
| 6845 Мансурова (Mansurova)            | 1976 JG2             | 2 травня 1976     | КрАО                                 | Черних Микола Степанович                               |
| 6846 Кансадзан (Kansazan)             | 1976 UG15            | 22 жовтня 1976    | Обсерваторія Кісо                    | Хірокі Косаї, Кіїтіро Фурукава                         |
| 6847 Кунц-Гальштайн (Kunz-Hallstein)  | 1977 RL              | 5 вересня 1977    | Обсерваторія Ла-Сілья                | Ганс-Еміль Шустер                                      |
| (6848) 1978 VG5                       | 1978 VG5             | 7 листопада 1978  | Паломарська обсерваторія             | Е. Гелін, Ш. Дж. Бас                                   |
| (6849) 1979 MX6                       | 1979 MX6             | 25 червня 1979    | Обсерваторія Сайдинг-Спрінг          | Е. Гелін, Ш. Дж. Бас                                   |
| (6850) 1981 QT3                       | 1981 QT3             | 28 серпня 1981    | Обсерваторія Ла-Сілья                | Анрі Дебеонь                                           |
| (6851) 1981 RO1                       | 1981 RO1             | 1 вересня 1981    | Обсерваторія Ла-Сілья                | Анрі Дебеонь                                           |
| (6852) 1985 CN2                       | 1985 CN2             | 14 лютого 1985    | Обсерваторія Ла-Сілья                | Анрі Дебеонь                                           |
| (6853) 1986 CD2                       | 1986 CD2             | 12 лютого 1986    | Обсерваторія Ла-Сілья                | Анрі Дебеонь                                           |
| (6854) 1987 UG                        | 1987 UG              | 20 жовтня 1987    | Станція Андерсон-Меса                | Кеннетт Цайґлер                                        |
| 6855 Армелліні (Armellini)            | 1989 BG              | 29 січня 1989     | Обсерваторія Сан-Вітторе             | Обсерваторія Сан-Вітторе                               |
| 6856 Бетеммонс (Bethemmons)           | 1989 EM              | 5 березня 1989    | Паломарська обсерваторія             | Е. Гелін                                               |
| (6857) 1990 QQ                        | 1990 QQ              | 19 серпня 1990    | Паломарська обсерваторія             | Е. Гелін                                               |
| (6858) 1990 ST10                      | 1990 ST10            | 16 вересня 1990   | Паломарська обсерваторія             | Генрі Гольт                                            |
| 6859 Датемасамуне (Datemasamune)      | 1991 CZ              | 13 лютого 1991    | Станція Аясі обсерваторії Сендай     | Масахіро Коїсікава                                     |
| 6860 Сімс (Sims)                      | 1991 CS1             | 11 лютого 1991    | Обсерваторія Кійосато                | Сатору Отомо, Осаму Мурамацу                           |
| (6861) 1991 FA3                       | 1991 FA3             | 20 березня 1991   | Обсерваторія Ла-Сілья                | Анрі Дебеонь                                           |
| 6862 Вірджіліомаркон (Virgiliomarcon) | 1991 GL              | 11 квітня 1991    | Обсерваторія Сан-Вітторе             | Обсерваторія Сан-Вітторе                               |
| (6863) 1991 PX8                       | 1991 PX8             | 5 серпня 1991     | Паломарська обсерваторія             | Генрі Гольт                                            |
| 6864 Штаркенбурґ (Starkenburg)        | 1991 RC4             | 12 вересня 1991   | Обсерваторія Карла Шварцшильда       | Ф. Бернґен, Лутц Шмадель                               |
| 6865 Данкерлі (Dunkerley)             | 1991 TE2             | 2 жовтня 1991     | Обсерваторія Яцуґатаке-Кобутізава    | Йошіо Кушіда, Осаму Мурамацу                           |
| 6866 Кукай (Kukai)                    | 1992 CO              | 12 лютого 1992    | Обсерваторія Кійосато                | Сатору Отомо                                           |
| 6867 Кувано (Kuwano)                  | 1992 FP1             | 28 березня 1992   | Обсерваторія Кітамі                  | Кін Ендате, Кадзуро Ватанабе                           |
| 6868 Сейяуеда (Seiyauyeda)            | 1992 HD              | 22 квітня 1992    | Обсерваторія Яцуґатаке-Кобутізава    | Йошіо Кушіда, Осаму Мурамацу                           |
| 6869 Фунада (Funada)                  | 1992 JP              | 2 травня 1992     | Обсерваторія Кітамі                  | Кін Ендате, Кадзуро Ватанабе                           |
| 6870 Паульдевіс (Pauldavies)          | 1992 OG              | 28 липня 1992     | Обсерваторія Сайдинг-Спрінг          | Роберт Макнот                                          |
| 6871 Верлен (Verlaine)                | 1993 BE8             | 23 січня 1993     | Обсерваторія Ла-Сілья                | Ерік Вальтер Ельст                                     |
| (6872) 1993 CN1                       | 1993 CN1             | 15 лютого 1993    | Обсерваторія Кушіро                  | Сейджі Уеда, Хіроші Канеда                             |
| 6873 Тасака (Tasaka)                  | 1993 HT1             | 21 квітня 1993    | Обсерваторія Кітамі                  | Кін Ендате, Кадзуро Ватанабе                           |
| (6874) 1994 JO1                       | 1994 JO1             | 9 травня 1994     | Обсерваторія Сайдинг-Спрінг          | Ґордон Ґаррард                                         |
| (6875) 1994 NG1                       | 1994 NG1             | 4 липня 1994      | Паломарська обсерваторія             | Е. Гелін                                               |
| 6876 Беппефорті (Beppeforti)          | 1994 RK1             | 5 вересня 1994    | Обсерваторія Азіаґо                  | Андреа Боаттіні, Маура Томбеллі                        |
| 6877 Джіада (Giada)                   | 1994 TB2             | 10 жовтня 1994    | Коллеверде ді Ґвідонія               | Вінченцо Касуллі                                       |
| 6878 Ісаму (Isamu)                    | 1994 TN2             | 2 жовтня 1994     | Обсерваторія Кітамі                  | Кін Ендате, Кадзуро Ватанабе                           |
| 6879 Хьоґо (Hyogo)                    | 1994 TC15            | 14 жовтня 1994    | Обсерваторія Сенґамін                | Казуйосі Іто                                           |
| 6880 Хаямію (Hayamiyu)                | 1994 TG15            | 13 жовтня 1994    | Обсерваторія Кійосато                | Сатору Отомо                                           |
| 6881 Сіфуцу (Shifutsu)                | 1994 UP              | 31 жовтня 1994    | Обсерваторія Оїдзумі                 | Такао Кобаяші                                          |
| 6882 Сормано (Sormano)                | 1995 CC1             | 5 лютого 1995     | Сормано                              | Пієро Сіколі, В. Джуліані                              |
| 6883 Хіутіґатаке (Hiuchigatake)       | 1996 AF              | 10 січня 1996     | Обсерваторія Оїдзумі                 | Такао Кобаяші                                          |
| 6884 Такесісато (Takeshisato)         | 9521 P-L             | 17 жовтня 1960    | Паломарська обсерваторія             | К. Й. ван Гаутен, І. ван Гаутен-Ґроневельд, Т. Герельс |
| 6885 Нітарді (Nitardy)                | 9570 P-L             | 17 жовтня 1960    | Паломарська обсерваторія             | К. Й. ван Гаутен, І. ван Гаутен-Ґроневельд, Т. Герельс |
| 6886 Ґроут (Grote)                    | 1942 CG              | 11 лютого 1942    | Турку                                | Люсі Отерма                                            |
| 6887 Хасуо (Hasuo)                    | 1951 WH              | 24 листопада 1951 | Обсерваторія Ніцци                   | Марґеріт Ложьє                                         |
| (6888) 1971 BD3                       | 1971 BD3             | 27 січня 1971     | Астрономічна станція Серро Ель Робле | Карлос Торрес, Ж. Петі                                 |
| (6889) 1971 RA                        | 1971 RA              | 15 вересня 1971   | Астрономічна станція Серро Ель Робле | Карлос Торрес, Ж. Петі                                 |
| 6890 Савіних (Savinykh)               | 1975 RP              | 3 вересня 1975    | КрАО                                 | Черних Людмила Іванівна                                |
| 6891 Тріконія (Triconia)              | 1976 SA              | 23 вересня 1976   | Гарвардська обсерваторія             | Гарвардська обсерваторія                               |
| (6892) 1978 VG8                       | 1978 VG8             | 7 листопада 1978  | Паломарська обсерваторія             | Е. Гелін, Ш. Дж. Бас                                   |
| (6893) 1983 RS3                       | 1983 RS3             | 2 вересня 1983    | Обсерваторія Ла-Сілья                | Анрі Дебеонь                                           |
| 6894 Макрайд (Macreid)                | 1986 RE2             | 5 вересня 1986    | Паломарська обсерваторія             | Е. Гелін                                               |
| (6895) 1987 DG6                       | 1987 DG6             | 23 лютого 1987    | Обсерваторія Ла-Сілья                | Анрі Дебеонь                                           |
| (6896) 1987 RE1                       | 1987 RE1             | 13 вересня 1987   | Обсерваторія Ла-Сілья                | Анрі Дебеонь                                           |
| 6897 Табеї (Tabei)                    | 1987 VQ              | 15 листопада 1987 | Обсерваторія Клеть                   | Антонін Мркос                                          |
| 6898 Сент-Меріс (Saint-Marys)         | 1988 LE              | 8 червня 1988     | Паломарська обсерваторія             | Керолін Шумейкер                                       |
| 6899 Ненсішабо (Nancychabot)          | 1988 RP10            | 14 вересня 1988   | Обсерваторія Серро Тололо            | Ш. Дж. Бас                                             |
| (6900) 1988 XD1                       | 1988 XD1             | 2 грудня 1988     | Обсерваторія Йорії                   | Масару Араї, Хіроші Морі                               |

| Астероїди 1—10000 → |           |           |           |           |           |           |           |           |            |
| 1—100               | 1001—1100 | 2001—2100 | 3001—3100 | 4001—4100 | 5001—5100 | 6001—6100 | 7001—7100 | 8001—8100 | 9001—9100  |
| 101—200             | 1101—1200 | 2101—2200 | 3101—3200 | 4101—4200 | 5101—5200 | 6101—6200 | 7101—7200 | 8101—8200 | 9101—9200  |
| 201—300             | 1201—1300 | 2201—2300 | 3201—3300 | 4201—4300 | 5201—5300 | 6201—6300 | 7201—7300 | 8201—8300 | 9201—9300  |
| 301—400             | 1301—1400 | 2301—2400 | 3301—3400 | 4301—4400 | 5301—5400 | 6301—6400 | 7301—7400 | 8301—8400 | 9301—9400  |
| 401—500             | 1401—1500 | 2401—2500 | 3401—3500 | 4401—4500 | 5401—5500 | 6401—6500 | 7401—7500 | 8401—8500 | 9401—9500  |
| 501—600             | 1501—1600 | 2501—2600 | 3501—3600 | 4501—4600 | 5501—5600 | 6501—6600 | 7501—7600 | 8501—8600 | 9501—9600  |
| 601—700             | 1601—1700 | 2601—2700 | 3601—3700 | 4601—4700 | 5601—5700 | 6601—6700 | 7601—7700 | 8601—8700 | 9601—9700  |
| 701—800             | 1701—1800 | 2701—2800 | 3701—3800 | 4701—4800 | 5701—5800 | 6701—6800 | 7701—7800 | 8701—8800 | 9701—9800  |
| 801—900             | 1801—1900 | 2801—2900 | 3801—3900 | 4801—4900 | 5801—5900 | 6801—6900 | 7801—7900 | 8801—8900 | 9801—9900  |
| 901—1000            | 1901—2000 | 2901—3000 | 3901—4000 | 4901—5000 | 5901—6000 | 6901—7000 | 7901—8000 | 8901—9000 | 9901—10000 |